# Ortmann (Familienname)
Ortmann ist ein mittelhochdeutscher Familienname, der im Mittelalter (ca. 13. Jahrhundert) für die Berufsbezeichnung „ortman“ steht. Dabei handelt es sich um einen Schiedsmann, wörtlich „Schlussmann“, also eine Person, deren Stimme in einer Patt-Situation entscheidet.
Bekannte Varianten sind Ortman und Orthmann.

## Namensträger
- Arnold Edward Ortmann (1863–1927), deutscher Zoologe
- Bruno Ortmann (1914–2004), deutscher Maler und Graphiker
- Charlotte Ortmann (* 1985), deutsche Jazzmusikerin
- Edwin Ortmann (1941–2023), deutscher Schriftsteller und Übersetzer
- Eva Ortmann-Welp (* 1971), deutsche Pflegepädagogin, Psychologin und Fachbuchautorin
- Friedhelm Ortmann (1927–1990), deutscher Hörspielregisseur
- Gerhard Ortmann (* 1921), deutscher Politiker (DBD)
- Gunnar Ortmann (1947–2021), dänischer Diplomat
- Günter Ortmann (1916–2002), deutscher Handballspieler
- Günther Ortmann (* 1945), deutscher Betriebswirtschaftler
- Gustav Ortmann (1904–1979), deutscher SS-Arzt
- Hartmut Ortmann (* 1965), deutscher Basketballspieler
- Hedwig Ortmann (* 1937), deutsche Bildungs- und Erziehungswissenschaftlerin
- Helmuth Ortmann (1889–1953), deutscher Schriftsteller und Drehbuchautor
- Henrik Ortmann (* 1979), deutscher Handballspieler
- Kai Ortmann (* 1978), deutscher Schlagzeuger, Lehrbuchautor und Musikschulgründer
- Karl Ortmann (1859–1914), deutscher Politiker, Oberbürgermeister von Koblenz
- Kira Ortmann (* 1993), deutsche Journalistin und Moderatorin
- Konrad Ortmann (1867–1941), deutscher Politiker, Gymnasialprofessor und Mitglied des Deutschen Reichstags
- Kurt Ortmann (1931–2010), belgischer Politiker
- Max Ortmann (1894–1973), deutscher Zeitungsverleger
- Mike David Ortmann (* 1999), deutscher Automobilrennfahrer
- Olaf Ortmann (* 1959), deutscher Gynäkologe und Geburtshelfer
- Oliver Ortmann (* 1967), deutscher Poolbillardspieler
- Peter Ortmann (Musiker) (* 1951), deutscher Jazzmusiker und Funktionär
- Peter Heinrich Ortmann (1892–1953), deutscher Komponist, Chorleiter und Musiklehrer
- Rudolf Ortmann (1874–1939), österreichischer Pädagoge, Schulleiter und Ministerialbeamter
- Siegbert Ortmann (* 1940), deutscher Landtagsabgeordneter (CDU, Hessen)
- Siegfried Ortmann (1937–2023), deutscher Bogenschütze
- Wilfried Ortmann (1924–1994), deutscher Schauspieler und Kunstpreisträger
- Wolfgang Ortmann (1885–1967 oder 1969), deutscher Zeichner, Maler, Plakatkünstler und Bildhauer